# Hypodryas trivia
Hypodryas trivia är en fjärilsart som beskrevs av Eugen Johann Christoph Esper 1780. Hypodryas trivia ingår i släktet Hypodryas och familjen praktfjärilar. Inga underarter finns listade i Catalogue of Life.